# Pseudachorutes corticicolus
Pseudachorutes corticicolus är en urinsektsart som först beskrevs av Schaeffer 1896.  Pseudachorutes corticicolus ingår i släktet Pseudachorutes och familjen Neanuridae. Inga underarter finns listade i Catalogue of Life.